# 1193

## Události
- v západních Čechách založen tepelský klášter
- na Ukrajině založeno město Černobyl

## Narození
- ? – Altheides, řecký filozof († 1262)
- ? – Beatrix II. Burgundská, burgundská hraběnka, vévodkyně meranská a markraběnka istrijská z rodu Štaufů († 7. května 1231)
- ? – Tolujchán, nejmladší syn Čingischána († 1232)

## Úmrtí
- 24. prosince – Roger III., sicilský král (* 1170?)
- ? – Düsum Khjenpa, 1. karmapa školy Karma Kagjü (* 1110)
- ? – Balian z Ibelinu, pán z Ibelinu a Nábulusu, jeden z vůdčích rytířů v Jeruzalémském království, účastník křižáckých výbojů (* 1142/1143)
- ? – Saladin, sultán kurdského původu, sunnitský muslim, vojenský velitel a vládce Egypta a Sýrie (* 1138)

## Hlavy států
- České knížectví – Přemysl Otakar I. – Jindřich Břetislav
- Svatá říše římská – Jindřich VI. Štaufský
- Papež – Celestýn III.
- Anglické království – Richard I. Lví srdce
- Francouzské království – Filip II. August
- Polské knížectví – Kazimír II. Spravedlivý
- Uherské království – Béla III.
- Sicilské království – Tankred I.
- Kastilské království – Alfonso VIII. Kastilský
- Rakouské vévodství – Leopold V. Babenberský
- Skotské království – Vilém Lev
- Byzantská říše – Izák II. Angelos